# Acting Like That
Acting Like That es una canción del cantante británico Yungblud y con el rapero estadounidense Machine Gun Kelly, que fue lanzada el 2 de diciembre de 2020 como el sexto sencillo del segundo álbum de estudio de Yungblud, Weird!.

## Antecedentes
La canción fue escrita sobre una noche que los dos vocalistas pasaron juntos después de la muerte del amigo en común Juice WRLD. Según Yungblud, a pesar de estar entristecidos por el evento, se animaron mutuamente al decidir que eran "demasiado geniales para actuar así". A la mañana siguiente, escribieron la canción.
Acting Like That es la tercera colaboración entre los tres músicos, después de "I Think I'm Okay" de 2019 y "Body Bag" de 2020, que también contó con Bert McCracken de The Used. El lanzamiento de la canción se anunció el 30 de noviembre de 2020, al que siguió Yungblud comenzó a lanzar teasers de la canción en las redes sociales en los días siguientes. La canción fue lanzada oficialmente el 3 de diciembre de 2020, como el sexto sencillo del segundo álbum de estudio de Yungblud, Weird!.

## Video musical
El 21 de enero de 2021 se lanzó un video musical de la canción. El video parodia la reacción diferente a la pandemia de COVID-19 en curso, a través de la metáfora de un apocalipsis zombi. Debido a la pandemia, los segmentos del video de Yungblud y Machine Gun Kelly se filmaron por separado en Greenwich, Londres y Los Ángeles, respectivamente. El video también presenta un cameo de la influenciadora de las redes sociales Abby Roberts, como un zombi que infecta a Yungblud.

## Personal
- Yungblud – Voz principal
- Machine Gun Kelley – Voz invitada
- Travis Barker – Batería, productor